# Kłodkowo
Kłodkowo (do 1945 niem. Klätkow) – wieś sołecka w północno-zachodniej Polsce, położona w województwie zachodniopomorskim, w powiecie gryfickim, w gminie Trzebiatów.
Według danych z 28 lutego 2009 wieś miała 259 mieszkańców.
Przez środek wsi przebiega droga wojewódzka nr 109.
We wsi znajduje się XV-wieczny kościół wsparty grubą przyporą, murowany z drewnianą wieżą z XVIII wieku ulokowaną przed fasadą z barokowym wyposażeniem m.in. chrzcielnica. Na drzwiach świątyni XV-wieczne okucia, które są najstarszym na Pomorzu zabytkiem kowalstwa.

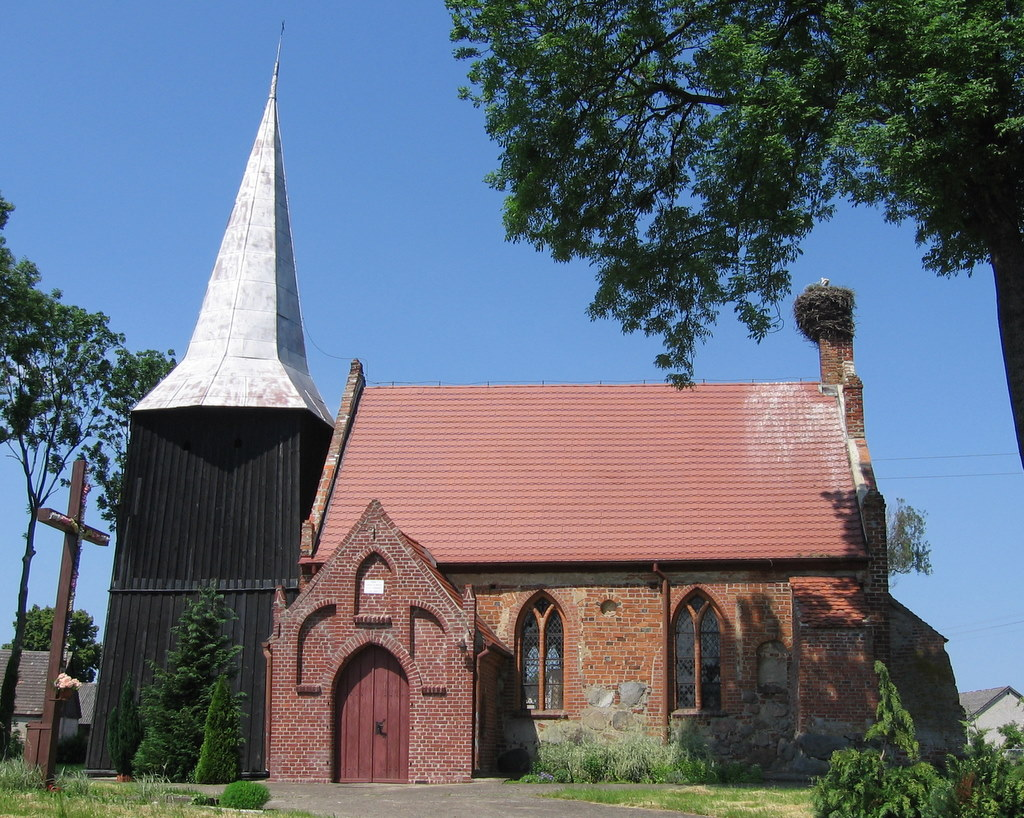
Kościół filialny pw. Matki Boskiej Królowej Świata

Gmina Trzebiatów utworzyła "Sołectwo Kłodkowo", będące jej jednostką pomocniczą. Obejmuje ono jedynie wieś Kłodkowo, której mieszkańcy wybierają sołtysa i 5-osobową radę sołecką.
W latach 1946–1998 miejscowość administracyjnie należała do województwa szczecińskiego.
| Zakres wieku mężczyzn | Mężczyźni | Kobiety | Zakres wieku kobiet |
| --------------------- | --------- | ------- | ------------------- |
| 0–19                  | 40        | 37      | 0–19                |
| 20–60                 | 75        | 70      | 20–65               |
| powyżej 60            | 13        | 24      | powyżej 65          |
| Razem (Σ)             | 128       | 131     | (Σ) Razem           |